# Erica pillansii
Erica pillansii är en ljungväxtart. Erica pillansii ingår i släktet klockljungssläktet, och familjen ljungväxter.

## Underarter
Arten delas in i följande underarter:
- E. p. fervida
- E. p. pillansii